# Croton bogotanus
Croton bogotanus là một loài thực vật có hoa trong họ Đại kích. Loài này được Cuatrec. mô tả khoa học đầu tiên năm 1935.